# Rio Sergipe
O rio Sergipe é um rio brasileiro que banha o estado de Sergipe. Na sua foz, separa os municípios de Aracaju e Barra dos Coqueiros. Recentemente uma ponte foi construída sobre o seu leito. A Ponte Aracaju - Barra dos Coqueiros é o último obstáculo do rio até o seu encontro final com o mar.

## Características da bacia hidrográfica do Rio Sergipe
Com uma extensão de 210 km, o rio Sergipe nasce dentro do território de Pedro Alexandre (Bahia)  e possui uma das suas importantes nascentes situando-se na localidade de Lagoa das Areias que fica em Monte Alegre de Sergipe. O Rio atravessa Sergipe no sentido oeste/leste até desaguar no Oceano Atlântico, entre os municípios de Aracaju e Barra dos Coqueiros. Sua bacia hidrográfica perfaz uma área de 3.673 km², o que corresponde a 16,70% do território sergipano.

### Afluentes
Entre os principais afluentes que compõem a bacia hidrográfica, destacam-se pela margem direita os rios Sovacão, Lages, Campanha, Jacoca, Jacarecica, Pitanga e Poxim e pela margem esquerda os rios Salgado, Cágado, Ganhamoroba, Parnamirim; a Lagoa dos Mastros, o Açude da Macela, em Itabaiana e as Barragens Jacarecica I e II.

### Clima
Na bacia do rio Sergipe, como em todo o Estado, predomina o clima quente, com verão seco. No sertão, que corresponde a 58% da bacia, o clima é semi-árido, enquanto na parte do agreste, que cobre 24% das terras, é sub-úmido. Na faixa litorânea (18% da área), o clima é classificado como úmido. As chuvas, normalmente, se concentram nos meses de março e agosto. Na grande Aracaju, a precipitação média anual é de 1.333 mm e a temperatura média anual é de 25,2%°C.

## Bacia hidrográfica
A bacia hidrográfica do rio Sergipe é constituída por 26 municípios, dos quais oito possuem suas terras inseridas integralmente na área da bacia: Laranjeiras, Nossa Senhora Aparecida, Malhador, Riachuelo, Santa Rosa de Lima, Moita Bonita, São Miguel do Aleixo e Nossa Senhora do Socorro. Os demais estão parcialmente inseridos, destacando-se Aracaju, Areia Branca, Barra dos Coqueiros, Carira, Divina Pastora, Feira Nova, Frei Paulo, Graccho Cardoso, Itabaiana, Itaporanga d'Ajuda, Maruim, Nossa Senhora da Glória, Nossa Senhora das Dores, Rosário do Catete, Santo Amaro das Brotas, São Cristóvão, Siriri e Ribeirópolis. Ao longo do seu percurso, dezesseis outros rios e vários riachos vão lançando suas águas na calha principal do rio, contribuindo para sua formação e culminando no Oceano Atlântico, por meio de seu extenso estuário.

## Uso da água do rio
Abastecimento humano através dos rios Poxim, Jacarecica e poços artesianos perfurados na bacia, atendendo a população urbana e rural. As barragens Jacarecica I e II e o Açude da Macela são importantes reservatórios de água para a irrigação de hortaliças e frutas. As atividades pesqueiras artesanais, aquicultura, recreação náutica, turismo e transporte hidroviário ligando a cidade de Aracaju aos municípios vizinhos. O crescimento urbano e o desenvolvimento industrial submetem a bacia à intensa poluição, resultante dos efluentes domésticos e industriais.
O Decreto nº 20.778 de 21 de junho de 2002, do Governo do Estado de Sergipe instituiu o Comitê da Bacia Hidrográfica do Rio Sergipe que tem, entre outras, a atribuição de deliberar sobre os projetos de aproveitamento de recursos hídricos.

## Uso do solo
Ao longo da bacia hidrográfica predomina a ocupação das terras com pastagem, correspondendo a 46% da área física da bacia. Esse fato torna a pecuária uma atividade econômica de natureza predatória, sendo responsável por grande parte do desmatamento. As matas pouco densas ocupam 22,6% da área, enquanto 18,5% estão ocupadas pelas lavouras; 5,1% por florestas; 2,2% por mangues; 2% por áreas urbanas; 1,6% por vegetação de dunas; 1,3% por superfícies com água e 0,7% por áreas expostas (SEPLANTEC, 2002).

## Ocupação urbana e outros problemas
Dos 2.184.475 habitantes do estado de Sergipe (IBGE, 2010), 1.010.523 habitam a área de influência da bacia, o que corresponde a quase metade da população estadual. Aracaju, capital com 570.561 habitantes, representa 52,67% da população residente na bacia. O rio Sergipe se constitui num importante curso d'água para o desenvolvimento econômico do estado, contribuindo para as atividades econômicas e tornando-se um corredor atrativo para a implantação de empreendimentos nos setores industrial e de agropecuária.
Os principais problemas hídricos e ambientais da bacia são: lixeiras a céu aberto; deficiência de sistema de esgoto; desmatamento; contaminação por fontes diversas e irregularidades no abastecimento de água; má qualidade da água; uso intensivo de agrotóxicos; desperdício de água; exploração de areia e de argila; queimadas; deficiência de educação ambiental; pesca e caça predatórias e enchentes.

## Toponímia
"Sergipe" vem do tupi siri 'ype, que significa "no rio dos siris", através dos termos siri (siri),  'y  (rio) e pe (em). Ao longo dos anos, a grafia foi sendo alterada para "Sergï-ype" e "Sergipe". Embora a regra geral para palavras de origem tupi prescreva o uso da letra "j", o uso consagrado pela população e a tradição secular da grafia com a letra "g", confirmada por mapas, documentos oficiais, estudos científicos e normas legais, tornam correta a forma "Rio Sergipe", segundo a norma ortográfica vigente.